# Bia (série de televisão)
Bia (estilizado como BIA) é uma série de televisão argentina, coproduzida pelo grupo Disney Channel América Latina e pelas produtoras Pegsa Group e Non Stop.
Com roteiro de Gabriela Fiore, Jorge Edelstein, Marina Efron e Laura Farhi, direção de Jorge Bechara e Daniel De Filippo, a estreia ocorreu no dia 24 de junho de 2019, simultaneamente em toda América Latina. A série também foi exibida desde o dia 5 de agosto de 2019 pelo canal Fox Channel na América Latina & Brasil, sendo exibido os primeiros 20 capítulos.
O elenco multicultural da serie é liderado pelas atrizes brasileiras Isabela Souza e Gabriella Di Grecco, o ator espanhol Julio Peña, a atriz mexicana Andrea de Alba e o ator argentino Guido Messina. Completam o elenco os argentinos Fernando Dente, Agustina Palma, Micaela Díaz, Alan Madanes, Rodrigo Rumi e Valentina González; a italiana Giulia Guerrini; a mexicana Julia Argüelles; os brasileiros Rhener Freitas e André Lamoglia; os colombianos Daniela Trujillo e Luis Giraldo; o venezuelano Esteban Veláasquez; e o equatoriano Jandino.

## Produção
A The Walt Disney Company América Latina começou a desenvolver o projeto que viria a ser Bia depois do encerramento do desenvolvimento de Violetta e Soy Luna. A Disney decidiu por fazer a história abordando sobre redes sociais, falando sobre as consequências da vida virtual. Depois, a empresa começou a desenvolver a protagonista da série. Para a produção, a empresa selecionou um grupo de atores de diversos países e Isabela Souza foi escolhida como protagonista. Isabela Souza abandonou a faculdade de marketing e se mudou para Buenos Aires após receber a informação de que seria protagonista às pressas e começou a estudar canto e dança. Os atores envolvidos no projeto tiveram duas semanas de oficinas na Argentina para desenvolverem seu espanhol. A Disney esperava um impacto positivo na situação da empresa no Brasil durante o desenvolvimento da série devido a protagonista ser brasileira.
Em agosto de 2018, a Disney anunciou o começo das gravações da série.
Em fevereiro de 2020, o Disney Channel confirmou a estreia da 2° temporada para o dia 16 de março de 2020.
Em agosto de 2020, por meio de uma live no Instagram da atriz Valentina González (Aillen), foi divulgado que haveria um especial de BIA exclusivo para o Disney+.
Em 26 de janeiro de 2021, foi divulgado o trailer de BIA: Un Mundo Al Revés e foi anunciada a data de estreia do especial: 19 de fevereiro.
Após a estreia do episódio especial, foi confirmado pelos produtores da série que o mesmo ganharia um documentário exclusivo para o Disney+ contando com detalhes dos bastidores e de tudo por trás das câmeras. E em 02 de março de 2021 foi divulgado o trailer de Bia: Un Mundo Al Revés: Making Of  com estreia programada para 05 de março de 2021.

## Enredo

### Primeira temporada
BIA é a história de um grupo de jovens que descobrem, compartilham e desenvolvem seus talentos no "Fundom", um lugar de encontro e expressão para quem está dando seus primeiros passos na criação de conteúdos online. Ali se encontra Bia, que  quando era pequena amava a música e apoiava sua irmã Helena que era cantora, mas que faleceu por culpa de um acidente de trânsito, o qual a fez sofrer por muitos anos. Ela é uma garota com uma grande imaginação que transforma a realidade que a cerca através de seu talento artístico e sua paixão por desenho. Igual aos demais garotos do "Fundom” – entre eles se encontram suas melhores amigas, Chiara e Celeste; um músico talentoso chamado Jhon; uma maravilhosa bailarina chamada Daisy; Alex, um artista egocêntrico e sedutor; e Manuel, um apaixonado pela música - Bia embarcará em uma viagem criativa nas redes sociais através da experimentação e colaboração na produção de vídeos. Ali, compartilhará grandes momentos junto aos seus amigos, se apaixonará, aprenderá a superar os obstáculos mais difíceis e descubrirá a importância de aproveitar a vida ao máximo. Diferente dos talentos da “Laix”, dispostos a tudo para conseguir mais seguidores e alcançar o “éxito”, os garotos do "Fundom”, avançarão, cairão e voltarão a se levantar mil vezes, sabendo que o verdadeiro éxito é encontrar a felicidade sendo você mesmo. BIA é música, mistério e romance, no ritmo vertiginoso das redes sociais.

### Segunda temporada
A 2 temporada da novela conta a história de Bia, Chiara, Celeste, Manuel e os demais integrantes do “Fundom” enquanto percorrem seus caminhos criativos, consolidam amizades e romances e descobrem mais sobre suas verdadeiras identidades e destinos. O público encontrará as irmãs Helena e Bia juntas, vivendo uma conexão muito especial através da música. Com o apoio de suas amigas Chiara e Celeste, Bia começará a investigar o que aconteceu no acidente que separou os Urquiza dos Gutierrez. A verdade surpreenderá a todos, gerando novos confrontos familiares e colocando “Binuel” em constante perigo. Por outro lado, Manuel entra em crise após descobrir um segredo sobre sua identidade. Há também a chegada de Luan, um personagem que veio para ajudar em muitas coisas. Além disso, Marcos tentará destruir o Fundom, mas os meninos da BeU, mais unidos que nunca, o desafiarão repetidamente, sem imaginar que um novo começo mudará suas vidas para sempre.

### BIA: Um Mundo do Avesso
Em um mundo alternativo, os personagens se comportam de maneira contrária a usual. Bia e Manuel têm uma relação tempestuosa e Alex é rebaixado a um lugar secundário nesse jogo de sedução. Pixie decide comprar o Fundom e fundi-lo com sua network e isso surpreende a todos. Agora a turma do Fundom tem que viver com as estrelas de Laix, mas o maior conflito surge quando Pixie anuncia um show para inaugurar esta nova era. Esta notícia gera muita intriga e conflitos, principalmente entre Bia e Helena, que nesse mundo de cabeça para baixo estão divas e rivais competindo para serem os maiores destaques do show final.

## Elenco
| País      | Ator                | Personagem                    | 1ª Temporada              | 1ª Temporada              | 1ª Temporada              | 2ª Temporada              | 2ª Temporada              | Especial                  |              |
| País      | Ator                | Personagem                    | Parte 1                   | Parte 2                   | Parte 3                   | Parte 1                   | Parte 2                   | Especial                  |              |
| --------- | ------------------- | ----------------------------- | ------------------------- | ------------------------- | ------------------------- | ------------------------- | ------------------------- | ------------------------- | ------------ |
| Brasil    | Isabela Souza       | Beatriz "Bia" Urquiza         | Protagonista              | Protagonista              | Protagonista              | Protagonista              | Protagonista              | Protagonista              | Protagonista |
| Espanha   | Julio Peña          | Manuel Gutiérrez Quemola      | Protagonista              | Protagonista              | Protagonista              | Protagonista              | Protagonista              | Protagonista              |              |
| Brasil    | Gabriella Di Grecco | Helena Urquiza / Ana Da Silvo | Protagonista              | Protagonista              | Protagonista              | Protagonista              | Protagonista              | Antagonista               |              |
| México    | Andrea De Alba      | Carmín Laguardia              | Antagonista               | Antagonista               | Protagonista              | Protagonista              | Protagonista              | Protagonista              |              |
| Argentina | Guido Messina       | Alex Gutiérrez                | Antagonista               | Antagonista               | Antagonista               | Antagonista               | Protagonista              | Protagonista              |              |
| Argentina | Fernando Dente      | Víctor Gutiérrez              | Co-Protagonista Principal | Co-Protagonista Principal | Co-Protagonista Principal | Co-Protagonista Principal | Co-Protagonista Principal | Co-Protagonista Principal |              |
| Argentina | Agustina Palma      | Celeste Quinterro             | Co-Protagonista Principal | Co-Protagonista Principal | Co-Protagonista Principal | Co-Protagonista Principal | Co-Protagonista Principal | Co-Protagonista Principal |              |
| Itália    | Giulia Guerrini     | Chiara Callegri               | Co-Protagonista Principal | Co-Protagonista Principal | Co-Protagonista Principal | Co-Protagonista Principal | Co-Protagonista Principal | Co-Protagonista Principal |              |
| Colômbia  | Daniela Trujillo    | Isabel “Pixie” Ocaranta       | Co-Protagonista           | Co-Protagonista           | Co-Protagonista           | Co-Protagonista           | Co-Protagonista           | Co-Antagonista Principal  |              |
| Argentina | Micaela Díaz        | Daisy Durant                  | Co-Protagonista           | Co-Protagonista           | Co-Protagonista           | Co-Protagonista           | Co-Protagonista           | Co-Antagonista            |              |
| México    | Julia Argüelles     | Mara Morales                  | Co-Antagonista Principal  | Co-Antagonista Principal  | Co-Antagonista Principal  | Co-Antagonista Principal  | Co-Antagonista Principal  | Co-Protagonista           |              |
| Brasil    | Rhener Freitas      | Thiago Kunst                  | Co-Protagonista           | Co-Protagonista           | Co-Protagonista           | Co-Protagonista           | Co-Protagonista           | Co-Antagonista            |              |
| Argentina | Alan Madanes        | Pietro Benedetto              | Co-Protagonista           | Co-Protagonista           | Co-Protagonista           | Co-Protagonista           | Co-Protagonista           | Co-Protagonista           |              |
| Venezuela | Esteban Velásquez   | Guillermo Ruíz                | Co-Antagonista            | Co-Antagonista            | Co-Antagonista            | Co-Antagonista            | Co-Protagonista           | Co-Protagonista           |              |
| Argentina | Rodrigo Rumi        | Marcos Golden                 | Co-Antagonista            | Co-Antagonista            | Co-Antagonista            | Co-Antagonista            | Co-Antagonista            | Co-Protagonista           |              |
| Colômbia  | Luis Giraldo        | Jhon Caballero                | Co-Protagonista           | Co-Protagonista           | Co-Protagonista           | Ausente                   | Ausente                   | Ausente                   |              |
| Argentina | Valentina Gonzalez  | Aillén                        | Ausente                   | Co-Protagonista           | Co-Protagonista           | Co-Protagonista           | Co-Protagonista           | Co-Protagonista           |              |
| Brasil    | André Lamoglia      | Luan                          | Ausente                   | Ausente                   | Ausente                   | Co-Protagonista           | Co-Protagonista           | Co-Antagonista            |              |
| Equador   | Jandino             | Jandino                       | Co-Protagonista           | Co-Protagonista           | Co-Protagonista           | Co-Protagonista           | Co-Protagonista           | Co-Protagonista           |              |
| Brasil    | Estela Ribeiro      | Alice Urquiza                 | Protagonista              | Protagonista              | Protagonista              | Protagonista              | Protagonista              | Participação              |              |
| Argentina | Alejandro Botto     | Mariano Urquiza               | Co-Protagonista Principal | Co-Protagonista Principal | Co-Protagonista Principal | Co-Protagonista Principal | Co-Protagonista Principal | Participação              |              |
| Argentina | Sergio Surraco      | Antonio Gutiérrez             | Antagonista               | Antagonista               | Antagonista               | Antagonista               | Antagonista               | Participação              |              |
| Argentina | Mariela Pizzo       | Paula Gutiérrez               | Co-Antagonista            | Co-Antagonista            | Co-Antagonista            | Co-Protagonista           | Co-Protagonista           | Participação              |              |

## Resumo
| Temporada | Temporada                                                                       | Episódios                                                                       | Episódios                                                                       | Exibição original na América Latina | Exibição original na América Latina | Exibição no Brasil                | Exibição no Brasil                | Exibição em Portugal   | Exibição em Portugal   |
| Temporada | Temporada                                                                       | Episódios                                                                       | Episódios                                                                       | Estreia                             | Final                               | Estreia                           | Final                             | Estreia                | Final                  |
| --------- | ------------------------------------------------------------------------------- | ------------------------------------------------------------------------------- | ------------------------------------------------------------------------------- | ----------------------------------- | ----------------------------------- | --------------------------------- | --------------------------------- | ---------------------- | ---------------------- |
|           | 1                                                                               | 60                                                                              | 20                                                                              | 24 de junho de 2019                 | 19 de julho de 2019                 | 24 de junho de 2019               | 19 de julho de 2019               | 7 de outubro de 2019   | 11 de novembro de 2019 |
|           | 1                                                                               | 60                                                                              | 20                                                                              | 19 de agosto de 2019                | 13 de setembro de 2019              | 19 de agosto de 2019              | 13 de setembro de 2019            | 12 de novembro de 2019 | 5 de maio de 2020      |
|           | 1                                                                               | 60                                                                              | 20                                                                              | 14 de outubro de 2019               | 8 de novembro de 2019               | 14 de outubro de 2019             | 8 de novembro de 2019             | 6 de maio de 2020      | 9 de junho de 2020     |
|           | 2                                                                               | 60                                                                              | 40                                                                              | 16 de março de 2020                 | 8 de maio de 2020                   | 16 de março de 2020               | 9 de outubro de 2020              | 5 de outubro de 2020   | 24 de novembro de 2020 |
|           | 2                                                                               | 60                                                                              | 20                                                                              | 29 de junho de 2020                 | 24 de julho de 2020                 | 12 de outubro de 2020             | 6 de novembro de 2020             | 21 de junho de 2021    | 30 de julho de 2021    |
|           | BIA: Un Mundo al Revés (LA) BIA: Um Mundo do Avesso (BR)                        | BIA: Un Mundo al Revés (LA) BIA: Um Mundo do Avesso (BR)                        | BIA: Un Mundo al Revés (LA) BIA: Um Mundo do Avesso (BR)                        | 19 de fevereiro de 2021 (Disney+)   | 19 de fevereiro de 2021 (Disney+)   | 19 de fevereiro de 2021 (Disney+) | 19 de fevereiro de 2021 (Disney+) |                        |                        |
|           | BIA: Un Mundo al Revés - Making of (LA) BIA: Um Mundo do Avesso: Making of (BR) | BIA: Un Mundo al Revés - Making of (LA) BIA: Um Mundo do Avesso: Making of (BR) | BIA: Un Mundo al Revés - Making of (LA) BIA: Um Mundo do Avesso: Making of (BR) | 05 de março de 2021 (Disney+)       | 05 de março de 2021 (Disney+)       | 05 de março de 2021 (Disney+)     | 05 de março de 2021 (Disney+)     |                        |                        |

## 1ª Temporada (2019)
| ## | #                      | Título                                                                                        | Estreia                                                           |                        |
| Parte 1: Assim Eu Sou! | Parte 1: Assim Eu Sou! | Parte 1: Assim Eu Sou!                                                                        | Parte 1: Assim Eu Sou!                                            | Parte 1: Assim Eu Sou! |
| --- | ---------------------- | --------------------------------------------------------------------------------------------- | ----------------------------------------------------------------- | ---------------------- |
| 1 | 1                      | "Colorindo Uma Nova Aventura" "Coloreando Una Nueva Aventura"                                 | 24 de junho de 2019 24 de junho de 2019 7 de outubro de 2019      |                        |
| Bia e as suas melhores amigas, Celeste e Chiara, fazem de tudo para conseguir ir à festa de inauguração do canal; Alex e Manuel, sem saber, se interessam pela mesma garota; uma mulher misteriosa volta em busca de respostas; uma lembrança causa impacto em Bia e é o começo de uma grande mudança na sua vida. |                        |                                                                                               |                                                                   |                        |
| 2 | 2                      | "O Som De Uma Melodia" "El Sonido De Una Melodía"                                             | 25 de junho de 2019 25 de junho de 2019 8 de outubro de 2019      |                        |
| Bia se emociona depois de cantar e se lembrar da sua irmã; Manuel está decidido a encontrar a garota da voz misteriosa, mas uma confusão o afasta do seu caminho; Alex recebe uma oferta inesperada; Bia escuta uma melodia que faz seu coração palpitar. |                        |                                                                                               |                                                                   |                        |
| 3 | 3                      | "Melodias Em Sintonia" "Melodías En Sintonía"                                                 | 26 de junho de 2019 26 de junho de 2019 9 de outubro de 2019      |                        |
| Bia, fascinada com uma melodia de piano, quer encontrar o músico misterioso; Manuel se aproxima de Mara, pensando que ela é a garota que escutou cantar na festa; Alex é recrutado por Carmín para ser parte do Laix. |                        |                                                                                               |                                                                   |                        |
| 4 | 4                      | "As Vozes De Um Só Coração" "Las Voces De Un Solo Corazón"                                    | 27 de junho de 2019 27 de junho de 2019 10 de outubro de 2019     |                        |
| Bia descobre que Manuel a escutou cantar na festa, mas que a confundiu com Mara; os meninos preparam os seus vídeos para a seção Art do canal; Alex recebe uma oferta de Marcos; Carmín se vinga de Bia com um vídeo no seu canal. |                        |                                                                                               |                                                                   |                        |
| 5 | 5                      | "As Duas Partes De Uma Canção" "Las Dos Partes De Una Canción."                               | 28 de junho de 2019 28 de junho de 2019 14 de outubro de 2019     |                        |
| Chega o dia do lançamento dos vídeos da seção Art no Fundom; Bia tem problemas para terminar o seu vídeo com Daisy. Ela vê pela primeira vez um vídeo que a aproximará mais de Helena. |                        |                                                                                               |                                                                   |                        |
| 6 | 6                      | "A Garota Da Voz" "La Chica De La Voz"                                                        | 1 de julho de 2019 1 de julho de 2019 15 de outubro de 2019       |                        |
| Bia descobre que Manuel é o garoto do piano e ele descobre que Bia é a garota da voz. Porém, Manuel a evita para não se intrometer entre ela e Alex; Carmín e Alex planejam um vídeo colaborativo.. |                        |                                                                                               |                                                                   |                        |
| 7 | 7                      | "Corações Confusos" "Corazones Confundidos"                                                   | 2 de julho de 2019 2 de julho de 2019 16 de outubro de 2019       |                        |
| Bia fica cara a cara com Manuel, mas ele a evita; Alex convida Bia para sair e ela aceita, mas deixa claro que eles são apenas amigos. |                        |                                                                                               |                                                                   |                        |
| 8 | 8                      | "A Bicicleta de Bia" "La Bicicleta de Bia"                                                    | 3 de julho de 2019 3 de julho de 2019 17 de outubro de 2019       |                        |
| Alex ajuda Bia e a convida para sair. Ela aceita, mas está confusa por causa de Manuel. |                        |                                                                                               |                                                                   |                        |
| 9 | 9                      | "Todos Sabem O Que Você Fez" "Todos Saben Lo Que Hiciste"                                     | 4 de julho de 2019 4 de julho de 2019 21 de outubro de 2019       |                        |
| Bia sai com Alex, e esclarece que eles saem só como amigos; um vídeo anônimo no qual Bia se burla de Alex se torna viral; Alex jura vingança. |                        |                                                                                               |                                                                   |                        |
| 10 | 10                     | "Um Mal Entendido" "Un Mal Comprendido"                                                       | 5 de julho de 2019 5 de julho de 2019 22 de outubro de 2019       |                        |
| Bia prepara o streaming colaborativo do Fundom com os seus amigos, mas nem tudo sai como o esperado; Ana recebe uma mensagem muito importante; Manuel e Bia ficam cada vez mais próximos. |                        |                                                                                               |                                                                   |                        |
| 11 | 11                     | "Má Repercussão" "Mala Repercusión"                                                           | 8 de julho de 2019 8 de julho de 2019 23 de outubro de 2019       |                        |
| Alex jura vingança contra Bia, e isso cria um conflito entre ela e Manuel; Bia se aproxima do responsável do vídeo viral no qual distorceram as suas palavras. |                        |                                                                                               |                                                                   |                        |
| 12 | 12                     | "Uma Situação Comprometedora" "Una Situación Comprometedora"                                  | 9 de julho de 2019 9 de julho de 2019 24 de outubro de 2019       |                        |
| Carmín posta um vídeo no qual acusa Bia de ser uma hater; Alex grava um vídeo no qual se mostra como vítima; Bia fica no olho do furacão. |                        |                                                                                               |                                                                   |                        |
| 13 | 13                     | "Entre Haters, Um Amigo (#StopBiaHater)" "Entre Haters, Un Amigo (#StopBiaHater)"             | 10 de julho de 2019 10 de julho de 2019 28 de outubro de 2019     |                        |
| Alex publica um vídeo fingindo ser vítima e o plano funciona; Bia sofre as consequências disso. |                        |                                                                                               |                                                                   |                        |
| 14 | 14                     | "A Cobra Ataca Novamente" "La Cobra Ataca De Nuevo"                                           | 11 de julho de 2019 11 de julho de 2019 29 de outubro de 2019     |                        |
| Bia está cada vez mais próxima de Manuel. Já Alex, cada vez mais próximo de Carmín. Porém, um novo vídeo aparece para causar confusão. Alex dá o toque final à vingança contra Bia. |                        |                                                                                               |                                                                   |                        |
| 15 | 15                     | "Um Vídeo De Vingança: Talento Bia!" "Un Video De Venganza: ¡Talento Bia!"                    | 12 de julho de 2019 12 de julho de 2019 30 de outubro de 2019     |                        |
| A família Urquiza e a família Gutiérrez vão à discográfica e estão a ponto de se encontrar; a master class vai acontecer, mas antes os meninos vão à república para ajudar; Alex consuma sua vingança contra Bia. |                        |                                                                                               |                                                                   |                        |
| 16 | 16                     | "Mágoa Da Voz Ao Coração" "Angustia De La Voz Al Corazón"                                     | 15 de julho de 2019 15 de julho de 2019 31 de outubro de 2019     |                        |
| Bia acha que Manuel deu o vídeo a Alex. Manuel tenta explicar a Bia, mas ela se recusa a ouvi-lo. Carmin e Alex estão muito felizes com seu plano para destruir Bia. Todos na Residência estão preocupados com Bia, mas não entendem porque ela ficou tão chateada. Victor conta a Manuel como deu um jeito para que Helena o perdoasse no passado. Manuel vai tirar satisfação com Alex sobre o vídeo. Ana consegue ver o vídeo de irmã. Bia tem que suportar que todos vejam o vídeo em que aparece cantando e conta a Alice sobre isso. |                        |                                                                                               |                                                                   |                        |
| 17 | 17                     | "Remexidas No Passado" "Revisitar El Pasado"                                                  | 16 de julho de 2019 16 de julho de 2019 4 de novembro de 2019     |                        |
| Bia continua distante de Manuel; Víctor descobre a verdade sobre a discográfica, Alex e Carmín ficam cada vez mais próximos. |                        |                                                                                               |                                                                   |                        |
| 18 | 18                     | "O Próximo Passo" "El Proximo Paso"                                                           | 17 de julho de 2019 17 de julho de 2019 5 de novembro de 2019     |                        |
| Manuel tenta resolver as coisas com Bia; Alex e Carmín saem juntos em segredo; Ana descobre que Bia não pode cantar em público desde que a sua irmã morreu. |                        |                                                                                               |                                                                   |                        |
| 19 | 19                     | "É Só Interesse?" "¿Es Sólo Interés?"                                                         | 18 de julho de 2019 18 de julho de 2019 6 de novembro de 2019     |                        |
| A proposta da discográfica de Moondust é ressuscitada; Thiago tem um plano para colocar Ana e Bia em contato; Víctor faz uma descoberta surpreendente. |                        |                                                                                               |                                                                   |                        |
| 20 | 20                     | "Cuéntales" "Cuéntales"                                                                       | 19 de julho de 2019 19 de julho de 2019 7 de novembro de 2019     |                        |
| Bia perdoa Manuel, e eles ficam cada vez mais próximos um do outro. Porém, a verdade sobre o passado e as suas famílias vem à tona. |                        |                                                                                               |                                                                   |                        |
| Parte 2: Cuéntales! |                        |                                                                                               |                                                                   |                        |
| 21 | 21                     | "Conflitos Familiares" "Conflictos Familiares"                                                | 19 de agosto de 2019 19 de agosto de 2019 11 de novembro de 2019  |                        |
| A família de Victor não perdoa Helena pelo que aconteceu e eles se recusam a virar a página, mesmo que os pais de Bia tentem fazê-los ver que todos sofreram com o acidente; Victor tenta mediar a situação entre eles. |                        |                                                                                               |                                                                   |                        |
| 22 | 22                     | "Um Amor Impossível" "Un Amor Imposible"                                                      | 20 de agosto de 2019 20 de agosto de 2019 12 de novembro de 2019  |                        |
| Bia e Manuel percebem que seu relacionamento se tornou muito complicado. Além disso, Manuel confessa que não se sente à vontade para morar na casa de seus tios e que às vezes não se sente bem-vindo, principalmente por causa da tia. |                        |                                                                                               |                                                                   |                        |
| 23 | 23                     | "A Canção Incompleta" "La Canción Incompleta"                                                 | 21 de agosto de 2019 21 de agosto de 2019 13 de novembro de 2019  |                        |
| Bia emociona Ana quando se lembra de como Helena era especial e a encoraja a terminar a música como Victor sugeriu. |                        |                                                                                               |                                                                   |                        |
| 24 | 24                     | "Proposta Tentadora" "Propuesta Tentadora"                                                    | 22 de agosto de 2019 22 de agosto de 2019 14 de novembro de 2019  |                        |
| Bia e Manuel continuam distantes e Alex tenta separá-los ainda mais; Bia recebe uma proposta inesperada do Laix. |                        |                                                                                               |                                                                   |                        |
| 25 | 25                     | "Pensamentos Incompreendidos" "Pensamientos Incomprendidos"                                   | 23 de agosto de 2019 23 de agosto de 2019 18 de novembro de 2019  |                        |
| Bia deixa muito claro para Mara que ela não pretende cantar, ainda mais em Laix; Daisy resiste à ideia de que Jhon é "A Cobra" e acredita que eles precisam encontrar uma maneira de provar isso antes de acusá-lo. |                        |                                                                                               |                                                                   |                        |
| 26 | 26                     | "Quatro Corações Em Uma Mesma Canção" "Cuatro Corazones En La Misma Canción"                  | 26 de agosto de 2019 26 de agosto de 2019 19 de novembro de 2019  |                        |
| Victor pede a Bia e Manuel para trabalharem juntos e eles aprovam a ideia. |                        |                                                                                               |                                                                   |                        |
| 27 | 27                     | "Encontros Secretos" "Reuniones Secretas"                                                     | 27 de agosto de 2019 27 de agosto de 2019 20 de novembro de 2019  |                        |
| As meninas acham que Pixie é a Cobra, mas não ousam perguntar. Chiara e Daisy seguem Celeste e descobre o segredo que a amiga esconde. |                        |                                                                                               |                                                                   |                        |
| 28 | 28                     | "Todos Os Tons De Uma Ameaças" "Todos Los Tonos De Una Amenaza ."                             | 28 de agosto de 2019 28 de agosto de 2019 21 de novembro de 2019  |                        |
| Victor rejeita a proposta de seu amigo Marcelo de voltar ao mundo da música, mas ele tem uma ideia de que vai gostar. |                        |                                                                                               |                                                                   |                        |
| 29 | 29                     | "Se Um Caminho Se Fecha, Outro Sempre Se Abre" "Si Un Camino Se Cierra, Otra Siempre Se Abre" | 29 de agosto de 2019 29 de agosto de 2019 25 de novembro de 2019  |                        |
| Celeste se recusa a participar da Cyber Gold para não prejudicar a família de Bia; no entanto, Bia tenta convencê-la pois essa é uma grande oportunidade para a amiga. |                        |                                                                                               |                                                                   |                        |
| 30 | 30                     | "Cyber Gold: ‘Tu Color Para Pintar’" "Cyber Gold: ‘Tu Color Para Pintar’"                     | 30 de agosto de 2019 30 de agosto de 2019 26 de novembro de 2019  |                        |
| Manuel se oferece para acompanhá-la ao evento, mas Bia acredita que isso estragaria mais as coisas com sua família. Manuel vai escondido a Cyber Gold, e alex tenta o caçar. Bia tem o primeiro contato com Helena e como “Vera” ela ajuda a irmã. |                        |                                                                                               |                                                                   |                        |
| 31 | 31                     | "Perto De Mim" "Cerca De Mi"                                                                  | 2 de setembro de 2019 2 de setembro de 2019 20 de abril de 2020   |                        |
| Bia encontra o lenço dourado de Ana na festa e especula que Helena está viva. Paula expulsa Manuel de sua casa. Bia conta para Chiara e Celeste sua descoberta. Por conta do vídeo polêmico, Carmín começa a perder seguidores. Pietro questiona Thiago sobre os segredos de Ana. |                        |                                                                                               |                                                                   |                        |
| 32 | 32                     | "Verdades Omitidas" "Verdades Omitidas"                                                       | 3 de setembro de 2019 3 de setembro de 2019 21 de abril de 2020   |                        |
| Bia começa a investigar o paradeiro de Helena. Manuel procura abrigo na Residência Kunst. Ao saber do ocorrido, Bia conversa com Manuel sobre o futuro do relacionamento deles. Paula e Antonio discutem a saída de Manuel e acabam revelando um segredo importante. Bia e Celeste encontram uma pista. |                        |                                                                                               |                                                                   |                        |
| 33 | 33                     | "Os Vestígios De Um Lenço Dourado" "Rastros De Un Pañuelo Dorado"                             | 4 de setembro de 2019 4 de setembro de 2019 22 de abril de 2020   |                        |
| Ao descobrir que Thiago e Ana estavam na Sala VIP da CyberGold, Bia resolve conversar com eles sobre novas pistas do Lenço Dourado. Devido aos comentários de seu último vídeo, Carmín rompe sua associação com Mara. Pixie entrega o material da fita para Bia. |                        |                                                                                               |                                                                   |                        |
| 34 | 34                     | "Do Ódio Nunca Sai Nada de Bom" "De El Odio No Sale Nada Bueno"                               | 5 de setembro de 2019 5 de setembro de 2019 23 de abril de 2020   |                        |
| Bia, Chiara e Celeste assistem ao vídeo da fita encontrada na bolsa de Helena. A popularidade de Carmín diminui e afeta seu relacionamento com seu maior patrocinador. Ana, por meio de Vera, marca encontro com Bia. A mãe de Manuel liga para Antonio. Paula descobre que Víctor parou de fazer fisioterapia. Jhon posta um vídeo de Pixie cantando. Daisy e Pietro descobrem algo sobre Ana. Os Urquizas encontram uma dolorosa bandeira em frente ao seu prédio.                                                                       |                        |                                                                                               |                                                                   |                        |
| 35 | 35                     | "Afogados Em Sentimentos: ‘Helena Assassina!’" "Ahogados En Sentimientos ‘¡Helena Asesina!’"  | 6 de setembro de 2019 6 de setembro de 2019 27 de abril de 2020   |                        |
| Pixie pede para Jhon apagar seu vídeo das redes. Marcos Golden demonstra interesse em Jhon Caballero. Bia, Chiara e Celeste abrem seu canal (Paint the Music). Os Urquizas sofrem ao ver a faixa na frente de sua casa. Bia conta a Manuel sobre a faixa e ele deduz que foi Alex. Mara recebe uma proposta de Laix. Manuel confronta Alex sobre a faixa, mas ele nega com sinceridade a acusação. A cobra posta um vídeo que prejudica ainda mais Carmín. Bia toma uma decisão sobre seu relacionamento com Manuel.                       |                        |                                                                                               |                                                                   |                        |
| 36 | 36                     | "Caminhos Divididos" "Caminos Divididos"                                                      | 9 de setembro de 2019 9 de setembro de 2019 28 de abril de 2020   |                        |
| Bia e Manuel sofrem com suas escolhas. O vídeo do Cobra prejudica ainda mais a reputação de Carmin. Bia vai até Laix confrontar Alex. Os meninos do Fundom suspeitam que Pixie esteja escondendo alguma coisa. Víctor pressiona ainda mais Antonio. Ana toma uma decisão importante. Jhon recebe uma ligação de Laix. Daisy está cada vez mais focada nos ensaios do Festiritmo. Bia flagra Mara e Manuel juntos. |                        |                                                                                               |                                                                   |                        |
| 37 | 37                     | "Longe, Sem Querer" "Lejos, Sin Querer"                                                       | 10 de setembro de 2019 10 de setembro de 2019 29 de abril de 2020 |                        |
| Bia se surpreende com a relação entre Mara e Manuel. Daisy avisa Jhon sobre Laix. Bia mostra a Alice o áudio que Vera lhe enviou. Carmín percebe que Alex a está evitando. Manuel e Bia sofrem com a distância. Daisy e Jhon descobrem o segredo de Pixie. |                        |                                                                                               |                                                                   |                        |
| 38 | 38                     | "A Esperança É A Última Que Morre" "La Esperanza Es Lo Último Que Se Pierde."                 | 11 de setembro de 2019 11 de setembro de 2019 30 de abril de 2020 |                        |
| Mesmo que todos ao seu redor digam para não criar expectativas, Bia acredita cada vez mais que Helena está viva. Carmín sofre as consequências da separação de Mara. Manuel volta a morar com os Gutierrez, por conta disso Ana muda de decisão. Daisy conta às meninas o que descobriu sobre o passado de Pixie. Víctor pede a Bia o contato de Vera. Mara convida Bia para uma colaboração. |                        |                                                                                               |                                                                   |                        |
| 39 | 39                     | "A Música Pode Nos Unir" "La Música Puede Unirnos"                                            | 12 de setembro de 2019 12 de setembro de 2019 4 de maio de 2020   |                        |
| Víctor consegue se comunicar com Vera. O Festiritmo está cada vez mais próximo, o que deixa Daisy ansiosa e nervosa. Mara convida Manuel para cantar com ela. Bia e suas amigas pedem ajuda a Alice sobre como agir com Pixie. Ao ver Manuel e Mara juntos, Bia desconfia que Manuel já a esqueceu. Pixie ouve o pessoal do Fundom falando sobre o que aconteceu com ela. |                        |                                                                                               |                                                                   |                        |
| 40 | 40                     | "Mágoas de Um Primeiro Amor" "Penas De Un Primer Amor"                                        | 13 de setembro de 2019 13 de setembro de 2019 5 de maio de 2020   |                        |
| Pixie está arrasada porque seus amigos investigaram seu passado sem seu consentimento. Alex e Carmín tomam uma decisão importante sobre o seu relacionamento. Enquanto isso, Daisy faz sua apresentação ao júri do Festiritmo. Víctor conta a Paula um segredo que pode mudar sua visão sobre o acidente. No Laix, Jhon abre seu canal. Quando Bia finalmente muda de ideia sobre seu relacionamento com Manuel, um acontecimento inesperado pode fazer com que ela desista.                                                               |                        |                                                                                               |                                                                   |                        |

## Músicas

### Trilhas sonoras
| Ano  | Detalhes                                                                       | Lançamento Mundial      |
| ---- | ------------------------------------------------------------------------------ | ----------------------- |
| 2019 | Así Yo Soy - Formato: CD, download digital - Gravadora: Walt Disney Records    | 14 de junho de 2019     |
| 2019 | Si Vuelvo A Nacer - Formato: Download digital - Gravadora: Walt Disney Records | 8 de novembro de 2019   |
| 2020 | Grita - Formato: CD, download digital - Gravadora: Walt Disney Records         | 6 de março de 2020      |
| 2021 | Un Mundo Al Revés - Formato: Download digital - Gravadora: Walt Disney Records | 12 de fevereiro de 2021 |

### Lyric Videos
| Música               | Intérprete(s)                            | Lançamento              |
| 1.ª temporada        | 1.ª temporada                            | 1.ª temporada           |
| -------------------- | ---------------------------------------- | ----------------------- |
| Así Yo Soy           | • Elenco • Isabela Souza                 | 5 de abril de 2019      |
| Arreglarlo Bailando  | • Luis Giraldo • Jandino • Guido Messina | 25 de abril de 2019     |
| Cuéntales            | • Julio Peña • Isabela Souza             | 3 de junho de 2019      |
| Tu Color Para Pintar | • Isabela Souza                          | 22 de junho de 2019     |
| 2.ª temporada        |                                          |                         |
| Sentirse Bien        | • Isabela Souza                          | 7 de fevereiro de 2020  |
| Aquí Me Encontrarás  | • Elenco                                 | 13 de março de 2020     |
| Especial             |                                          |                         |
| Vale, Vale           | • Julio Peña • Isabela Souza             | 31 de dezembro de 2020  |
| Es Un Juego          | • Elenco                                 | 12 de fevereiro de 2021 |
| Vengo Desde Lejos    | • Gabriella Di Grecco • Fernando Dente   | 12 de fevereiro de 2021 |
| En Tu Cara           | • Isabela Souza • Gabriella Di Grecco    | 12 de fevereiro de 2021 |
| Quiero Bailar        | • Elenco                                 | 12 de fevereiro de 2021 |
| Dejarlo Todo         | • Isabela Souza                          | 12 de fevereiro de 2021 |

## Turnês

### Tour Bia - Turnê de Imprensa (2019)
A Tour Bia foi um evento privado à imprensa, influenciadores digitais e convidados. O evento ocorreu na Argentina, no Brasil e no México contando com a apresentação do primeiro episódio da série e um pocket show com o elenco principal e alguns coadjuvantes. A tour também passou pelo Chile e pela Colômbia com entrevistas e Meet & Greet.

### Bia Live Tour
O Bia Live Tour ia ser a turnê da novela que passaria pelos principais palcos da América Latina contando com músicas da 1ª e 2ª temporada. Devido a impactos gerados pela pandemia da COVID-19 no mundo a turnê foi cancelada pela Disney.

## Marketing
Em 17 de agosto de 2018, data do último capítulo da antecessora Soy Luna, foi emitido o primeiro avance promocional da novela; e em 10 de setembro de 2018, começaram as gravações da primeira temporada. Em 31 de dezembro de 2018, foi apresentado o segundo avance promocional de Bia. Por fim, em 24 de março de 2019, foi lançado o trailer oficial no Disney Channel. Em 05 de abril de 2019, foi lançada a canção-tema, "Así Yo Soy", cantada pela protagonista que dá nome a série.
No dia 14 de junho de 2019, foi lançado o primeiro álbum de Bia. Contendo 19 músicas, o álbum recebeu o título de "Así Yo Soy", música tema que contou com um videoclipe, lançado no mesmo dia. Ainda no dia 14 de junho, foi iniciada a Tour Bia 2019: um evento privado que consiste na turnê de pré-estreia da série, onde foi apresentado o primeiro capítulo, além de um showcase com o elenco principal. A tour deu início na Argentina e passou por países como Brasil (16 de junho), México (19 de junho) e Colômbia (21 de junho).
Uma espiadinha de 5 minutos foi lançada no dia 21 de junho de 2019 no canal do YouTube do Disney Channel Brasil.
A Expo Disney de 2019 que ocorreu em São Paulo conteve um espaço dedicado a novela.
Também foram criadas perfis dos personagens na rede social Instagram, possibilitando a comunicação com os fãs.
O canal do YouTube do Disney Channel Brasil e Disney Channel Latino América publicou os primeiros 20 capítulos da primeira temporada do dia 24 de junho ao 19 de julho de 2019.
E em 07 de fevereiro de 2020 o canal brasileiro incluiu mais 40 episódios, concluindo toda a primeira temporada completa em seu canal. Mas com a chegada do Disney+, em 10 de novembro de 2020 os 59 episódios foram removidos, e os outros 19 disponíveis na América Latina. Deixando apenas disponível o primeiro episódio no YouTube. Tendo somente o serviço de streaming da disney disponibilizando exclusivamente o programa.

## Audiência
No México Disney Bia vem ficando na liderança com dados levando em conta meninas de 4 a 17 anos, enquanto que no Brasil e Argentina a Série vem vigorando na liderança da TV paga com dados levando em conta adolescentes de 12 a 17 anos. O site latino americano também frisou que na Colômbia a série vigora na liderança com dados levando em conta meninas de 4 a 12 anos.

## Estreias internacionais

### 1ª Temporada
| País / região | Emissora                       | Estreia                | Final                   | Título | Referência    |
| --- | ------------------------------ | ---------------------- | ----------------------- | ------ | ------------- |
| Argentina · Bolívia · Chile · Colômbia · Cuba · Costa Rica · Equador · El Salvador · Guatemala · Honduras · Nicarágua · México · Panamá · Paraguai · Peru · República Dominicana · Uruguai · Venezuela | Disney Channel América Latina  | 24 de junho de 2019    | 08 de novembro de 2019  | BIA    | [ 13 ]        |
| Brasil | Disney Channel Brasil          | 24 de junho de 2019    | 08 de novembro de 2019  | BIA    | [ 13 ]        |
| Espanha | Disney Channel Espanha         | 16 de setembro de 2019 | 02 de janeiro de 2020   | BIA    | [ 14 ]        |
| Andorra | Disney Channel Espanha         | 16 de setembro de 2019 | 02 de janeiro de 2020   | BIA    | [ 14 ]        |
| Itália · Suíça · San Marino | Disney Channel Itália          | 23 de setembro de 2019 | 14 de fevereiro de 2020 | BIA    | [ 15 ]        |
| Portugal | Disney Channel Portugal        | 07 de outubro de 2019  | 09 junho 2020           | BIA    | [ 16 ]        |
| Angola | Disney Channel Portugal        | 07 de outubro de 2019  | 09 junho 2020           | BIA    | [ 16 ]        |
| Moçambique | Disney Channel Portugal        | 07 de outubro de 2019  | 09 junho 2020           | BIA    | [ 16 ]        |
| Israel | Disney Channel Israel          | 03 de novembro de 2019 | 23 de janeiro de 2020   | ביה    | [ 17 ]        |
| Hungria | Disney Channel Hungria         | 04 de Novembro de 2019 | 01 de maio de 2020      | BIA    | [ 18 ]        |
| Chéquia | Disney Channel República Checa | 04 de Novembro de 2019 | 01 de maio de 2020      | BIA    | [ 19 ]        |
| Eslováquia | Disney Channel República Checa | 04 de Novembro de 2019 | 01 de maio de 2020      | BIA    | [ 19 ]        |
| Roménia | Disney Channel Romênia         | 04 de Novembro de 2019 | 01 de maio de 2020      | BIA    | [ 20 ]        |
| Bulgária | Disney Channel Bulgária        | 04 de Novembro de 2019 | 01 de maio de 2020      | Биа    | [ 21 ]        |
| Polônia | Disney Channel Polônia         | 11 de novembro de 2019 | 01 de maio de 2020      | BIA    | [ 22 ]        |
| França | Disney Channel França          | 06 de janeiro de 2020  | 16 de abril 2020        | BIA    | [ 23 ]        |
| Bélgica | Disney Channel Bélgica         | 06 de janeiro de 2020  | 27 de março 2020        | BIA    | [ 24 ] [ 25 ] |
| Holanda | Disney Channel Holanda         | 06 de janeiro de 2020  | 27 de março 2020        | BIA    | [ 26 ]        |

### 2ª Temporada
| País / região | Emissora                       | Estreia               | Final                  | Título | Referência |
| --- | ------------------------------ | --------------------- | ---------------------- | ------ | ---------- |
| Argentina · Bolívia · Chile · Colômbia · Cuba · Costa Rica · Equador · El Salvador · Guatemala · Honduras · Nicarágua · México · Panamá · Paraguai · Peru · República Dominicana · Uruguai · Venezuela | Disney Channel América Latina  | 16 de março de 2020   | 24 de julho de 2020    | BIA    | [ 27 ]     |
| Brasil | Disney Channel Brasil          | 16 de março de 2020   | 6 de Novembro de 2020  | BIA    | [ 28 ]     |
| Espanha | Disney Channel Espanha         | 13 de abril de 2020   | 23 de julho de 2020    | BIA    | [ 29 ]     |
| Andorra | Disney Channel Espanha         | 13 de abril de 2020   | 23 de julho de 2020    | BIA    | [ 29 ]     |
| Israel | Disney Channel Israel          | 5 de julho de 2020    | 24 de setembro de 2020 | ביה    | [ 30 ]     |
| Portugal | Disney Channel Portugal        | 5 de outubro de 2020  | TBA                    | BIA    | [ 31 ]     |
| Angola | Disney Channel Portugal        | 5 de outubro de 2020  | TBA                    | BIA    | [ 31 ]     |
| Moçambique | Disney Channel Portugal        | 5 de outubro de 2020  | TBA                    | BIA    | [ 31 ]     |
| Holanda | Disney Channel Holanda         | 2 de novembre de 2020 | 22 de janeiro de 2021  | BIA    | [ 32 ]     |
| Bulgária | Disney Channel Bulgária        | 2 de novembre de 2020 | 25 de janeiro de 2021  | Биа    |            |
| Roménia | Disney Channel Romênia         | 2 de novembre de 2020 | 25 de janeiro de 2021  | BIA    | [ 33 ]     |
| Polônia | Disney Channel Polônia         | 9 de novembro de 2020 | 29 de janeiro de 2021  | BIA    | [ 34 ]     |
| Chéquia | Disney Channel República Checa | 9 de novembro de 2020 | 2 de fevereiro de 2021 | BIA    | [ 35 ]     |
| Eslováquia | Disney Channel República Checa | 9 de novembro de 2020 | 2 de fevereiro de 2021 | BIA    | [ 35 ]     |

### Outras Emissoras

#### 1ª Temporada
| País / região | Emissora           | Estreia             | Final                | Título |
| --- | ------------------ | ------------------- | -------------------- | ------ |
| Argentina · Bolívia · Chile · Colômbia · Cuba · Costa Rica · Equador · El Salvador · Guatemala · Honduras · Nicarágua · México · Panamá · Paraguai · Peru · República Dominicana · Uruguai · Venezuela | Fox Channel        | 5 de agosto de 2019 | 16 de agosto de 2019 | BIA    |
| Brasil | Fox Channel Brasil | 5 de agosto de 2019 | 16 de agosto de 2019 | BIA    |
| Itália | Rai Gulp           | 1 de junho de 2020  | 30 de julho de 2020  | BIA    |

#### 2ª Temporada
| País / região | Emissora | Estreia               | Final               | Título |
| ------------- | -------- | --------------------- | ------------------- | ------ |
| Itália        | Rai Gulp | 29 de janeiro de 2022 | 29 de março de 2022 | BIA    |

## Prêmios e indicações
| Vitórias            | 9  |
| Total De Indicações | 29 |
| ------------------- | -- |

| Ano  | Prêmio                            | Categoria                                        | Candidato              | Resultado |
| ---- | --------------------------------- | ------------------------------------------------ | ---------------------- | --------- |
| 2019 | Meus Prêmios Nick 2019            | Artista de TV Feminina                           | Isabela Souza          | Indicado  |
| 2019 | Meus Prêmios Nick 2019            | Programa de TV Favorito                          | BIA                    | Indicado  |
| 2020 | Billboard Argentina               | Mejor Série Musical Íbero-Americana              | BIA                    | Venceu    |
| 2020 | Prêmios Gardel                    | Mejor Album Banda de Sonido de Cine / Televisión | Así Yo Soy             | Indicado  |
| 2020 | Prêmios Gardel                    | Mejor Album Infantil                             | Así Yo Soy             | Indicado  |
| 2020 | Meus Prêmios Nick 2020            | Programa de TV Favorito                          | BIA                    | Venceu    |
| 2020 | Kids Choice Awards México 2020    | Actriz Favorita                                  | Isabela Souza          | Venceu    |
| 2020 | Kids Choice Awards México 2020    | Actor Favorito                                   | Julio Peña             | Indicado  |
| 2020 | Kids Choice Awards México 2020    | Show Favorito                                    | BIA                    | Indicado  |
| 2020 | Produ Awards                      | Mejor Série Infantil Juvenil                     | BIA                    | Indicado  |
| 2020 | Bousnid Awards                    | Actor Juvenil                                    | Julio Peña             | Venceu    |
| 2021 | Premios Lo Más 2020               | Actriz del año                                   | Isabela Souza          | Venceu    |
| 2021 | Premios Lo Más 2020               | Serie del año                                    | BIA                    | Venceu    |
| 2021 | Premios Lo Más 2020               | Actor del año                                    | Julio Peña             | Indicado  |
| 2021 | SEC Awards 2021                   | Melhor Atriz em Série Adolescente                | Isabela Souza          | Venceu    |
| 2021 | SEC Awards 2021                   | Melhor Atriz em Série Adolescente                | Gabriella Di Grecco    | Indicado  |
| 2021 | SEC Awards 2021                   | Melhor Ator em Série Adolescente                 | Julio Peña             | Venceu    |
| 2021 | SEC Awards 2021                   | Melhor Série Adolescente                         | BIA                    | Indicado  |
| 2021 | Premios Latin Plug Argentina 2021 | Mejor Actor-Actriz Latin Plug del Año            | Valentina González     | Venceu    |
| 2021 | Premios Latin Plug Argentina 2021 | Mejor Actor-Actriz Latin Plug del Año            | Micaela Diaz           | Indicado  |
| 2021 | Premios Latin Plug Argentina 2021 | Mejor Actor-Actriz Latin Plug del Año            | Rodrigo Rumi           | Indicado  |
| 2021 | Kids' Choice Awards México 2021   | Atriz Favorita                                   | Giulia Guerrini        | Indicado  |
| 2021 | Kids' Choice Awards México 2021   | Ator Favorito                                    | Julio Peña             | Indicado  |
| 2021 | Kids' Choice Awards México 2021   | Ator Favorito                                    | Guido Messina          | Indicado  |
| 2021 | Kids' Choice Awards México 2021   | Filme do Ano                                     | BIA: Un Mundo Al Revés | Indicado  |
| 2021 | Produ Awards                      | Série juvenil                                    | BIA                    | Indicado  |
| 2021 | Produ Awards                      | Ator revelação                                   | Rhener Freitas         | Indicado  |
| 2021 | Produ Awards                      | Música do programa                               | En tu cara             | Indicado  |
| 2021 | Martín Fierro do Cable            | Programa infanto-juvenil                         | BIA                    | Indicado  |